# برناردو غيريرو
برناردو غيريرو (بالإسبانية: Bernardo Guerrero Díaz)‏ هو مجدف تشيلي، ولد في 10 يونيو 1986 في فينيا ديل مار في تشيلي.

## وصلات خارجية
- برناردو غيريرو على موقع الاتحاد الدولي للتجديف (الإنجليزية)
- برناردو غيريرو على موقع أوليمبيديا (الإنجليزية)